# Rated R: Remixed
Rated R: Remixed (styl. Rated R /// Remixed) – drugi album remiksowy barbadoskiej artystki Rihanny. Został wydany 8 maja 2010 roku w Brazylii i Europie, a 24 maja 2010 roku w Stanach Zjednoczonych przez Def Jam Recordings. Zawiera remiksy z jej czwartego albumu studyjnego Rated R. Piosenki zostały zremiksowane wyłącznie przez Chew Fu. Utwory zawierają głównie elementy muzyki house, gdzie w większości użyto syntezatorów. 
Jean Goon z MSN Entertainment dała albumowi mieszaną recenzję. Jean pochwaliła przekształcenie ponurych i ciemnych piosenek w bardziej optymistyczne i taneczne, a skrytykowała ogólną twórczość. Album zadebiutował na miejscu czwartym w Grecji i szóstym na Dance/Electronic Albums, notowaniu stworzonym przez magazyn Billboard. Ponadto Billboard przyznał Rated R pozycję trzydziestą trzecią na Dance/Electronic Albums i sto pięćdziesiątą ósmą na Billboard 200.

## Tło i wydanie
Pierwszy remiks album zatytułowany Good Girl Gone Bad: The Remixes został wydany w styczniu 2009 roku. Po sukcesie takich piosenek jak: "Russian Roulette", "Hard" i "Rude Boy", 14 kwietnia 2009 roku poinformowano, że Rihanna przygotowuje się do wydania drugiego remiks albumu o tytule Rated R: Remixed. Płyta została wydana jako projekt, który miał zapełnić lukę między Last Girl on Earth Tour (2009-2010), a albumem Loud, który wtedy jeszcze nie był wydany. Płytę tworzył DJ Chew Fu, w Nowym Jorku, we współpracy z producentami zajmującymi się muzyką elektroniczną. Mimo że Rated R zawiera trzynaście piosenek na Rated R: Remixed znajduje się dziesięć, pominięto "Cold Case Love", "The Last Song" i "Te Amo", z tego względu, że Chew Fu nie zajął się zremiksowaniem ich. Wydawnictwo wydano 8 maja 2010 roku w Brazylii i w niektórych krajach europejskim w formacie digital download. W Stanach Zjednoczonych w tym samym formacie wydano je natomiast 24 maja 2010 roku.

## Kompozycje i odbiór
Rated R: Remixed to mieszanka house'owych piosenek o zwolnionym tempie. "Russian Roulette", "Photographs", "Rude Boy" o "Stupid in Love" zawierają elementy "electro i synth". "Wait Your Turn", która w oryginale jest dubstepowo hip-hopową piosenką przekształcono ją w utwór housowy. "Stupid in Love" z kolei w oryginale to ballada popowa, z elementami R&B, a na potrzeby remiksu także zmieniono jej aranżacje na housową. 
Jean Goon z MSN Entertainment przyznała albumowi dwie i pół gwiazdki na pięć możliwych. Dziennikarka była w pełnym zachwycie jak Chew Fu zmienił smutne i przygnębiające piosenki w bardziej optymistyczne, "z tanecznym akcentem." Goon stwierdziła, że "Photographs" przeszło "super" transformację, a kompozycja uzupełnia wydajność wokalną Rihanny. "Stupid in Love" natomiast oceniła na "wystarczająco elegancką" by grać ją w butiku czy kawiarni." Natomiast Jean wyraziła się negatywnie o "Russian Roulette" zarzucając Fu, że "poniosło go trochę" tworząc tę piosenkę i skrytykowała go za stosowanie electro beatów w każdej piosence, mimo że nie każda je potrzebowała. Stwierdziła także, że "Russian Roulette" to "bałagan nie do wysłuchania." W odniesieniu do "Rude Boy", która w oryginale jest piosenką taneczną z elementami dancehallu, ragga, popu i R&B, Goon zauważyła, że produkcja Fu była "próbą prześcignięcia oryginału." Dziennikarka napisała także, że niektóre z remiksów "nie były złe dla uszu", ale ogólnie skrytykowała album za zbyt mocno zniekształcony przez syntezatory, które "starają się bardziej zwrócić na siebie uwagę, niż wokal Rihanny." 

## Lista utworów
| Nr  | Tytuł utworu                                           | Tekst                                                                                             | Muzyka                                     | Długość |
| --- | ------------------------------------------------------ | ------------------------------------------------------------------------------------------------- | ------------------------------------------ | ------- |
| 1.  | „Mad House (Chew Fu Straight Jacket Fix)”              | Makeba Riddick, Will Kennard, Saul Milton, Robyn Fenty                                            | Chase & Status, Riddick Chew Fu            | 2:12    |
| 2.  | „Russian Roulette (Chew Fu Black Russian Fix)”         | Shaffer Smith, Charles Harmon                                                                     | Chuck Harmony, Ne-Yo, Riddick, Chew Fu     | 5:55    |
| 3.  | „Rockstar 101 (Chew Fu Teachers Pet Fix)”              | Terius "The-Dream" Nash, C. "Tricky" Stewart, Fenty                                               | Stewart, Nash, Riddick, Chew Fu            | 4:27    |
| 4.  | „Wait Your Turn (Chew Fu Can't Wait No More Fix)”      | James Fauntleroy II, Mikkel S. Eriksen, Tor Erik Hermansen, Kennard Milton, Takura Tendayi, Fenty | StarGate, Chase & Status, Eriksen, Chew Fu | 5:09    |
| 5.  | „Photographs (featuring will.i.am) (Chew Fu 35mm Fix)” | William Adams, Jean Baptiste, Michael McHenry, Allan Pineda                                       | will.i.am, Free School, Chew Fu            | 5:59    |
| 6.  | „Rude Boy (Chew Fu Vitamin S Fix)”                     | Eriksen Hermansen, Ester Dean, Riddick, Rob Swire, Fenty                                          | StarGate, Swire, Riddick, Chew Fu          | 5:41    |
| 7.  | „Hard) (featuring Jeezy) (Chew Fu Granite Fix)”        | Nash, Stewart, Fenty, Jay Jenkins                                                                 | Stewart, Nash, Riddick, Chew Fu            | 5:28    |
| 8.  | „G4L (Chew Fu Guns in the Air Fix)”                    | Kennard, Milton, Fauntleroy II, Fenty                                                             | Chase & Status, Riddick Chew Fu            | 5:26    |
| 9.  | „Fire Bomb (Chew Fu Molotov Fix)”                      | Fauntleroy II, Brian Kennedy Seals, Fenty                                                         | Brian Kennedy, Riddick, Chew Fu            | 6:58    |
| 10. | „Stupid in Love (Chew Small Room Fix)”                 | Smith, Eriksen, Hermansen                                                                         | StarGate, Ne-Yo, Riddick, Chew Fu          | 5:32    |
|     |                                                        |                                                                                                   |                                            | 52:47   |

## Personel
- William Adams – kompozytor
- Mykael Alexander – asystent
- J. Baptiste – kompozytor
- Beardyman – wokal
- Jessie Bonds – gitara
- Jay Brown – A&R
- Bobby Campbell – asystent
- Chase & Status – producent muzyczny, muzyk
- Chew Fu – programowanie, producent remiksowania, remiksowanie
- James J. Cooper III – wiolonczela, solista
- Cédric Culnaërt – asystent inżyniera
- Tyler Van Dalen – asystent inżyniera
- Kevin "KD" Davis – miksowanie
- Ester Dean – kompozytor
- Steven Dennis – asystent inżyniera
- Dylan Dresdow – miksowanie
- Mikkel S. Eriksen – kompozytor, inżynier, producent wokalu, muzyk
- James Fauntleroy II – kompozytor
- James Fauntleroy – wokal wspierający
- Glenn Fischbach – wiolonczela
- Paul Foley – inżynier
- Rick Friedrich – asystent inżyniera
- Future Cut – klawisze
- Mariel Haenn – stylista
- Alex Haldi – dizajn
- Kevin Hanson – asystent
- Chuck Harmony – producent muzyczny
- Keith Harris – struny
- Ben Harrison – gitara, dodatkowa produkcja
- Karl Heilbron – inżynier wokalu
- Simon Henwood – dyrektor artystyczny, dizajn, fotografia, stylista
- Tor Erik Hermansen – kompozytor, muzyk
- Jean-Marie Horvat – miksowanie
- Ghazi Hourani – asystent miksowania
- Jaycen Joshua – miksowanie
- Jay Jenkins – kompozytor
- Mike Johnson – inżynier
- JP Robinson – dyrektor artystyczny, dizajn, fotografia
- William Kennard – kompozytor
- B. Kennedy – kompozytor
- Brian Kennedy – klawisze, programowanie, producent muzyczny
- Padraic Kerin – inżynier
- Olga Konopelsky – skrzypce
- Emma Kummrow – skrzypce
- Giancarlo Lino – asystent miksowania
- Pater Martinez – asystent
- Luigi Mazzocchi – skrzypce, solista
- M. McHenry – kompozytor
- Monte Neuble – klawisze
- Terius Nash – kompozytor, producent muzyczny
- Luis Navarro – asystent inżyniera
- Shaffer Smith – kompozytor, producent muzyczny
- Jared Newcomb – asystent miksowania
- Peter Nocella – altówka
- Chris "Tek" O'Ryan – inżynier
- Anthony Palazzole – asystent miksowania
- Paper-Boy – dodatkowa produkcja
- Ciarra Pardo – dyrektor artystyczny, dizajn
- Charles Parker – skrzypce
- Ross "Dights" Parkin – asystent inżyniera
- Daniel Parry – asystent
- Kevin Porter – asystent
- Antonio Reid – producent wykonawczy
- Antonio Resendiz – asystent
- Makeba Riddick – kompozytor, wokal wspierający, producent wokalu
- Rihanna – producent wykonawczy, dyrektor artystyczny, dizajn
- Montez Roberts – asystent inżyniera
- Evan Rogers – producent wykonawczy
- Sébastien Salis – asystent inżyniera
- Jason Sherwood – asystent inżyniera
- Tyran "Ty Ty" Smith – A&R
- Caleb Speir – bass
- Stargate – producent muzyczny
- Status – producent muzyczny
- Xavier Stephenson – asystent
- Christopher "Tricky" Stewart – producent muzyczny, kompozytor
- Tim Stewart – gitara
- Bernt Rune – gitara
- Carl Styrken – producent wykonawczy
- Rob Swire – kompozytor, muzyk
- Igor Szwec – skrzypce
- R. Tadross – kompozytor
- Sean Tallman – inżynier
- Marcos Taylor – inżynier
- Gregory Teperman – skrzypce
- Brian "B-Luv" Thomas – inżynier
- Pat Thrall – inżynier
- Justin Timberlake – kompozytor
- Marcos Tovar – inżynier
- Neil Tucker – asystent, asystent gitarzysty
- Ellen Von Unwerth – fotografia
- Alain Whyte – gitara (akustyczna)
- Andrew Wuepper – inżynier
- Ys – producent muzyczny

Źródło" Allmusic

## Notowania
| Listy (2010)                                | Najwyższe pozycje |
| ------------------------------------------- | ----------------- |
| Grecja (IFPI)                               | 4                 |
| Stany Zjednoczone (Billboard 200)           | 158               |
| Stany Zjednoczone (Dance/Electronic Albums) | 6                 |
| Stany Zjednoczone (Top R&B/Hip-Hop Albums)  | 33                |

## Historia wydania
| Region            | Data         | Format           | Wytwórnia          |
| ----------------- | ------------ | ---------------- | ------------------ |
| Brazylia          | 8 maja 2010  | digital download | Def Jam Recordings |
| Finlandia         | 8 maja 2010  | digital download | Def Jam Recordings |
| Niemcy            | 8 maja 2010  | digital download | Def Jam Recordings |
| Węgry             | 8 maja 2010  | digital download | Def Jam Recordings |
| Holandia          | 8 maja 2010  | digital download | Def Jam Recordings |
| Portugalia        | 8 maja 2010  | digital download | Def Jam Recordings |
| Hiszpania         | 8 maja 2010  | digital download | Def Jam Recordings |
| Szwecja           | 8 maja 2010  | digital download | Def Jam Recordings |
| Szwajcaria        | 8 maja 2010  | digital download | Def Jam Recordings |
| Stany Zjednoczone | 24 maja 2010 | digital download | Def Jam Recordings |